# جرمانات

The orthogermanate anion

الجرمانات هي مركبات من الجرمانيوم مشتقة من أكسيدها . في جميع المعادن المحتوية على الجرمانيوم تقريبًا ، يوجد الجرمانيوم على شكل جرمانات. معادن أولية تستخرج من المناجم .
نظرًا لأن خصائص الجرمانيوم مماثلة لخصائص السيليكون ، تسود الخاصية الحمضية لثاني أكسيد الجرمانيوم (GeO 2 ). وبالتالي فإن هذا الأخير يتفاعل مع المحاليل القلوية لتشكيل الجرمانات. يتم الحصول على الجرمانيات أيضًا عن طريق تفاعل ثاني أكسيد الجرمانيوم مع أكاسيد معدنية مختلفة عن طريق الصهر أو التلبيد .

## التصنيف
تُعرف الجرمانيات ذات التركيبات المختلفة (M: الكاتيون المعدني المفرد الشحنة ؛ و X: هاليد):
- Orthogermanates ، M4GeO4
- Metagermanate، (M 2 GeO 3 ) n
- metadigermanates ، (M 2 Ge 2 O 5 ) n
- Hexahydroxogermanate ، M 2 Ge (OH) 6
- Hexahalogermanates ، M 2 GeX 6

توجد ميتاجرمانات Metagermanate و ميتا دي جرمانات metadigermanate في شكل بوليمر. على غرار حمض الكربونيك وأحماض السيليكون والأكسجين ، فإن الأحماض الجرمانية التي تعتمد عليها الجرمانات ليست مستقرة في شكل لا مائي ، ولكن فقط في المحاليل المخففة. يُعرف سداسي فلورو جرمانات البوتاسيوم (K2 GeF6 ) ، والذي يمكن الحصول عليه من فلوريد البوتاسيوم ورباعي فلوريد الجرمانيوم ، كمثال على الهالوجرمانات. ومن المعروف أيضًا سداسي كلورو جرمانات السيزيوم (IV) Cs2 [GeCl6 ]. 

## فئة المادة
تولد مضافات جرمانات الرصاص في السيراميك مادة لها خصائص أشباه الموصلات.
يمكن استخدام جرمانات الصوديوم والأمونيوم كمحفزات في تحضير البوليستر . 
يستخدم البزموت جرمانات في عدادات التلألؤ .
كان جرمانات النحاس هو أول مركب غير عضوي تم اكتشافه ، والذي تم تحديده على أنه تحول بييرلس عند 14  درجة كلفن وهو سلوك معروف.
يمكن استخدام جرمانات الليثيوم كمواد أنود لبطاريات الليثيوم أيون.